# حدسية بريتش-داير
حدسية بريتش وسوينرتون-داير في الرياضيات، يصف تخمين بريتش-داير مجموعة الحلول العقلانية للمعادلات التي تحدد المنحنى البيضاوي. إنها مشكلة مفتوحة في مجال نظرية الأعداد وهي معترف بها على نطاق واسع باعتبارها واحدة من أكثر المسائل الرياضية تحديًا. تم اختيار التخمين كواحد من مشكلات جائزة مسائل الألفية التي سردها معهد كلاي للرياضيات، والتي عرضت جائزة قدرها مليون دولار للأدلة الصحيحة الأولى. تم تسميته على اسم علماء الرياضيات بريان بيريتش وبيتر سوينرتون داير اللذين طوروا التخمين خلال النصف الأول من الستينيات بمساعدة حساب الآلة. اعتبارا من عام 2017، تم إثبات حالات خاصة فقط من التخمين.
ترتبط الصيغة الحديثة للتخمين بالبيانات الحسابية المرتبطة بمنحنى إهليلجي {\displaystyle E} على حقل رقم {\displaystyle K} لسلوك الدالة هس-ويل {\displaystyle L(E,s)} عندما {\displaystyle s=1}. وبشكل أكثر تحديدًا، يتم تخمين أن رتبة المجموعة {\displaystyle E(K)} من نقاط {\displaystyle E} هي نفس ترتيب الصفر للدالة {\displaystyle L(E,s)} عندما {\displaystyle s=1}، وأول معامل غير صفري في توسع تايلور لـ {\displaystyle L(E,s)} عندما {\displaystyle s=1} يُعطى بواسطة بيانات حسابية أكثر دقة مرفقة بـ {\displaystyle E} عبر {\displaystyle K}.